# Плавання на літніх Олімпійських іграх 2020 — 200 метрів на спині (жінки)
Змагання з плавання на 200 метрів на спині серед жінок на літніх Олімпійських іграх 2020 відбувалися з 29 по 31 липня 2021 року в Олімпійському центрі водних видів спорту. Це була чотирнадцята поспіль поява цієї дисципліни на Олімпійських іграх. Її проводили на кожній Олімпіаді, починаючи з 1968 року.

## Рекорди
Перед цими змаганнями чинні світовий і олімпійський рекорди були такими:
| Світовий рекорд     | Реган Сміт (USA)     | 2:03.35 | Кванджу, Південна Корея | 26 липня 2019 | [ 2 ]       |
| Олімпійський рекорд | Міссі Франклін (USA) | 2:04.06 | Лондон, Велика Британія | 3 серпня 2012 | [ 3 ] [ 4 ] |

## Кваліфікація
Олімпійський кваліфікаційний норматив для цієї дисципліни становить 2 хвилини 10,39 секунди. За цим нормативом від кожного Національного олімпійського комітету (NOC) можуть автоматично кваліфікуватися щонайбільше дві плавчині, виконавши його на затверджених кваліфікаційних змаганнях. Норматив олімпійського відбору становить 2 хвилини 14,30 секунди. За цим нормативом від кожного НОК може кваліфікуватися щонайбільше одна плавчиня, що посідає досить високе місце у світовому рейтингу, поки не буде вичерпано квоту для всіх плавальних дисциплін. НОК, що ще не має плавчині в жодній дисципліні, може скористатися зі свого права на універсальну квоту.

## Формат змагань
Змагання складаються з трьох раундів: попередні запливи, півфінали та фінал. Плавчині, що показали 16 найкращих результатів у попередніх запливах, виходять до півфіналів. Плавчині, що показали 8 найкращих результатів у півфіналах, виходять до фіналу. У тому разі, коли на останнє місце потрапляння до півфіналів чи фіналу претендують дві чи більше плавчині з однаковим часом, передбачено перепливання.

## Розклад
Змагання тривають три дні, кожен раунд наступного дня.
Часовий пояс - японський стандартний час (UTC + 9)
| Дата     | Час   | Раунд             |
| -------- | ----- | ----------------- |
| 29 липня | 20:05 | Попередні запливи |
| 30 липня | 11:35 | Півфінали         |
| 31 липня | 10:37 | Фінал             |

## Результати

### Попередні запливи
Плавчині, що показали 16 найкращих результатів незалежно від запливу, виходять до півфіналу.
| Місце | Заплив | Доріжка | Плавчиня             | Країна                           | Час     | Примітки |
| ----- | ------ | ------- | -------------------- | -------------------------------- | ------- | -------- |
| 1     | 4      | 4       | Кейлі Маккіон        | Австралія (AUS)                  | 2:08.18 | Q        |
| 2     | 4      | 5       | Кайлі Масс           | Канада (CAN)                     | 2:08.23 | Q        |
| 2     | 2      | 4       | Раян Вайт            | США (USA)                        | 2:08.23 | Q        |
| 4     | 2      | 5       | Фебе Бейкон          | США (USA)                        | 2:08.30 | Q        |
| 5     | 2      | 6       | Лю Ясінь             | Китай (CHN)                      | 2:08.36 | Q        |
| 6     | 4      | 3       | Тейлор Рак           | Канада (CAN)                     | 2:08.87 | Q        |
| 7     | 3      | 2       | Пен Сюйвей           | Китай (CHN)                      | 2:09.03 | Q        |
| 8     | 3      | 5       | Емілі Сібом          | Австралія (AUS)                  | 2:09.10 | Q        |
| 8     | 4      | 6       | Каталін Буріан       | Угорщина (HUN)                   | 2:09.10 | Q        |
| 10    | 3      | 6       | Лена Ґрабовскі       | Австрія (AUT)                    | 2:09.77 | Q        |
| 11    | 2      | 1       | Татьяна Салкуцан     | Молдова (MDA)                    | 2:09.98 | Q        |
| 12    | 3      | 4       | Маргеріта Панцієра   | Італія (ITA)                     | 2:10.26 | Q        |
| 13    | 4      | 7       | Лаура Бернат         | Польща (POL)                     | 2:10.37 | Q        |
| 14    | 4      | 2       | Афріка Саморано Санс | Іспанія (ESP)                    | 2:10.72 | Q        |
| 15    | 4      | 8       | Авів Барзелай        | Ізраїль (ISR)                    | 2:11.13 | Q        |
| 16    | 2      | 2       | Шарон ван Раувендал  | Нідерланди (NED)                 | 2:11.24 | Q        |
| 17    | 1      | 4       | Інґеборґ Лейнінґ     | Норвегія (NOR)                   | 2:11.68 |          |
| 18    | 2      | 7       | Лі Ин Чі             | Південна Корея (KOR)             | 2:11.72 |          |
| 19    | 3      | 7       | Дарина Зевіна        | Україна (UKR)                    | 2:12.30 |          |
| 20    | 3      | 3       | Катінка Хоссу        | Угорщина (HUN)                   | 2:12.84 |          |
| 21    | 2      | 3       | Кассі Вайлд          | Велика Британія (GBR)            | 2:12.93 |          |
| 22    | 3      | 1       | Дарія Устінова       | Олімпійський комітет Росії (ROC) | 2:13.72 |          |
| 23    | 1      | 5       | Селіна Маркес        | Сальвадор (ESA)                  | 2:14.72 |          |
| 24    | 4      | 1       | Алі Ґілієр           | Нова Зеландія (NZL)              | 2:15.16 |          |
| 25    | 3      | 8       | Сімона Кубова        | Чехія (CZE)                      | 2:15.81 |          |
| 26    | 1      | 3       | Фелісіті Пассон      | Сейшельські Острови (SEY)        | 2:16.18 |          |
| 27    | 2      | 8       | Крістал Лара         | Домініканська Республіка (DOM)   | 2:18.63 |          |

### Півфінали
Плавчині, що показали 8 найкращих результатів незалежно від запливу, виходять до фіналу.
| Місце | Заплив | Доріжка | Плавчиня             | Країна           | Час     | Примітки |
| ----- | ------ | ------- | -------------------- | ---------------- | ------- | -------- |
| 1     | 1      | 6       | Емілі Сібом          | Австралія (AUS)  | 2:07.09 | Q        |
| 2     | 1      | 5       | Фебе Бейкон          | США (USA)        | 2:07.10 | Q        |
| 3     | 1      | 4       | Раян Вайт            | США (USA)        | 2:07.28 | Q        |
| 4     | 2      | 5       | Кайлі Масс           | Канада (CAN)     | 2:07.82 | Q        |
| 5     | 2      | 4       | Кейлі Маккіон        | Австралія (AUS)  | 2:07.93 | Q        |
| 6     | 2      | 3       | Лю Ясінь             | Китай (CHN)      | 2:08.65 | Q        |
| 7     | 1      | 3       | Тейлор Рак           | Канада (CAN)     | 2:08.73 | Q        |
| 8     | 2      | 6       | Пен Сюйвей           | Китай (CHN)      | 2:08.76 | Q        |
| 9     | 1      | 7       | Маргеріта Панцієра   | Італія (ITA)     | 2:09.54 |          |
| 10    | 2      | 2       | Каталін Буріан       | Угорщина (HUN)   | 2:09.65 |          |
| 11    | 2      | 7       | Татьяна Салкуцан     | Молдова (MDA)    | 2:10.09 |          |
| 12    | 1      | 2       | Лена Ґрабовскі       | Австрія (AUT)    | 2:10.10 |          |
| 13    | 1      | 1       | Афріка Саморано Санс | Іспанія (ESP)    | 2:10.42 |          |
| 14    | 2      | 1       | Лаура Бернат         | Польща (POL)     | 2:12.86 |          |
| 15    | 2      | 8       | Авів Барзелай        | Ізраїль (ISR)    | 2:12.93 |          |
| 16    | 1      | 8       | Шарон ван Раувендал  | Нідерланди (NED) | 2:12.98 |          |

### Фінал
| Місце | Доріжка | Ім'я          | Країна          | Час     | Примітки |
| ----- | ------- | ------------- | --------------- | ------- | -------- |
| 1     | 2       | Кейлі Маккіон | Австралія (AUS) | 2:04.68 |          |
| 2     | 6       | Кайлі Масс    | Канада (CAN)    | 2:05.42 |          |
| 3     | 4       | Емілі Сібом   | Австралія (AUS) | 2:06.17 |          |
| 4     | 3       | Раян Вайт     | США (USA)       | 2:06.39 |          |
| 5     | 5       | Фебе Бейкон   | США (USA)       | 2:06.40 |          |
| 6     | 1       | Тейлор Рак    | Канада (CAN)    | 2:08.24 |          |
| 7     | 8       | Пен Сюйвей    | Китай (CHN)     | 2:08.26 |          |
| 8     | 7       | Лю Ясінь      | Китай (CHN)     | 2:08.48 |          |